# Jennifer Worth
Pour les articles homonymes, voir Jennifer Lee (homonymie).
Jennifer Worth (25 septembre 1935 à Clacton-on-Sea, comté de l'Essex, Angleterre - 31 mai 2011) est une infirmière, sage-femme, musicienne et écrivain britannique. Dans une trilogie écrite, elle a rapporté son travail de sage-femme des années 1950 dans l'East End, un quartier défavorisé de Londres. Cette trilogie, qui a connu un grand succès de librairie, a été adaptée pour la télévision sous le titre Call the Midwife.

## Biographie
Jennifer Lee Worth, née à Clacton-on-Sea dans le comté de l'Essex en Angleterre, est élevée à Amersham dans le Buckinghamshire. Après avoir quitté l'école à 15 ans, elle apprend la sténographie et la dactylographie. Elle travaille comme secrétaire de direction à la Dr Challoner's Grammar School, une école britannique de renom. Worth étudie ensuite pour devenir infirmière au Royal Berkshire Hospital, puis étudie à Londres dans le but de devenir sage-femme.
Au début des années 1950, elle est embauchée comme infirmière au Royal London Hospital dans le quartier de Whitechapel. En collaboration avec une communauté de sœurs anglicanes, elle travaille auprès des démunis du quartier. Elle est ensuite sœur de quartier (ward sister) au Elizabeth Garrett Anderson Hospital dans le quartier de Bloomsbury, puis au Marie Curie Hospital à Hampstead.
Elle épouse l'artiste Philip Worth en 1963 ; ils auront deux filles. Dix ans plus tard, elle quitte la profession d'infirmière et commence une carrière de musicienne.
En 1974, elle obtient une licence d'enseignement au London College of Music, où elle enseigne le piano et le chant. Elle est nommée membre en 1984. Elle fait partie de chorales et joue comme soliste en Grande-Bretagne et en Europe. 
Par la suite, elle commence à rédiger ses mémoires. Le premier volume, Call the Midwife, est publié en 2002. Réimprimé en 2007, il devient un succès de librairie. La suite, Shadows of the Workhouse (voir workhouse), est publiée en 2005 (réimpression en 2008). Le troisième volume de la trilogie, Farewell to the East End, paraît en 2009. Les deux derniers volumes sont aussi des succès de librairie. Au Royaume-Uni seulement, la trilogie s'est vendue à presque un million d'exemplaires. Dans In the Midst of Life, publié en 2010, Jennifer Worth revient sur ses expériences lorsqu'elle soignait les patients en phase terminale.
Jennifer Worth a sévèrement critiqué le film Vera Drake (2004) de Mike Leigh, parce qu'il dépeint de façon irréaliste les avortements illégaux. Elle a argué que les méthodes présentées dans le film, qui n'étaient ni rapides ni indolores, mènent de façon inexorable, à quelques exceptions près, à la mort de la femme.
Jennifer Worth meurt le 31 mai 2011 des suites d'un cancer de l'œsophage diagnostiqué plus tôt la même année.
Sa trilogie sur son travail de sage-femme a été adaptée pour la télévision sous le titre Call the Midwife. La société BBC One a commencé à diffuser la série télévisée en janvier 2012.

## Œuvres
- Trilogie des mémoires de sage-femme :
  - Call the Midwife, 2002  (ISBN 978-0297868781).
    - Appelez la sage-femme, Albin Michel, 2013  (ISBN 9782226248534).

  - Shadows of the Workhouse, 2005  (ISBN 978-0297853268).
  - Farewell to The East End, 2009  (ISBN 978-0753823064).
- In the Midst of Life, 2010  (ISBN 978-0297859581).